# Fireboy DML
Adedamola Adefolahan, plus connu sous le nom de Fireboy DML, est un chanteur de R&B nigérian.

## Discographie
- Laughter, Tears and Goosebumps (2019)
- Apollo (2020)
- Bandana (2022) feat Asake

## Distinctions
Il a gagné le Prix du meilleur espoir aux City People Music Awards 2019 et le Prix du public pour la chanson Jealous au Soundcity MVP Awards Festival 2020.